# Jüdischer Friedhof (Illereichen)

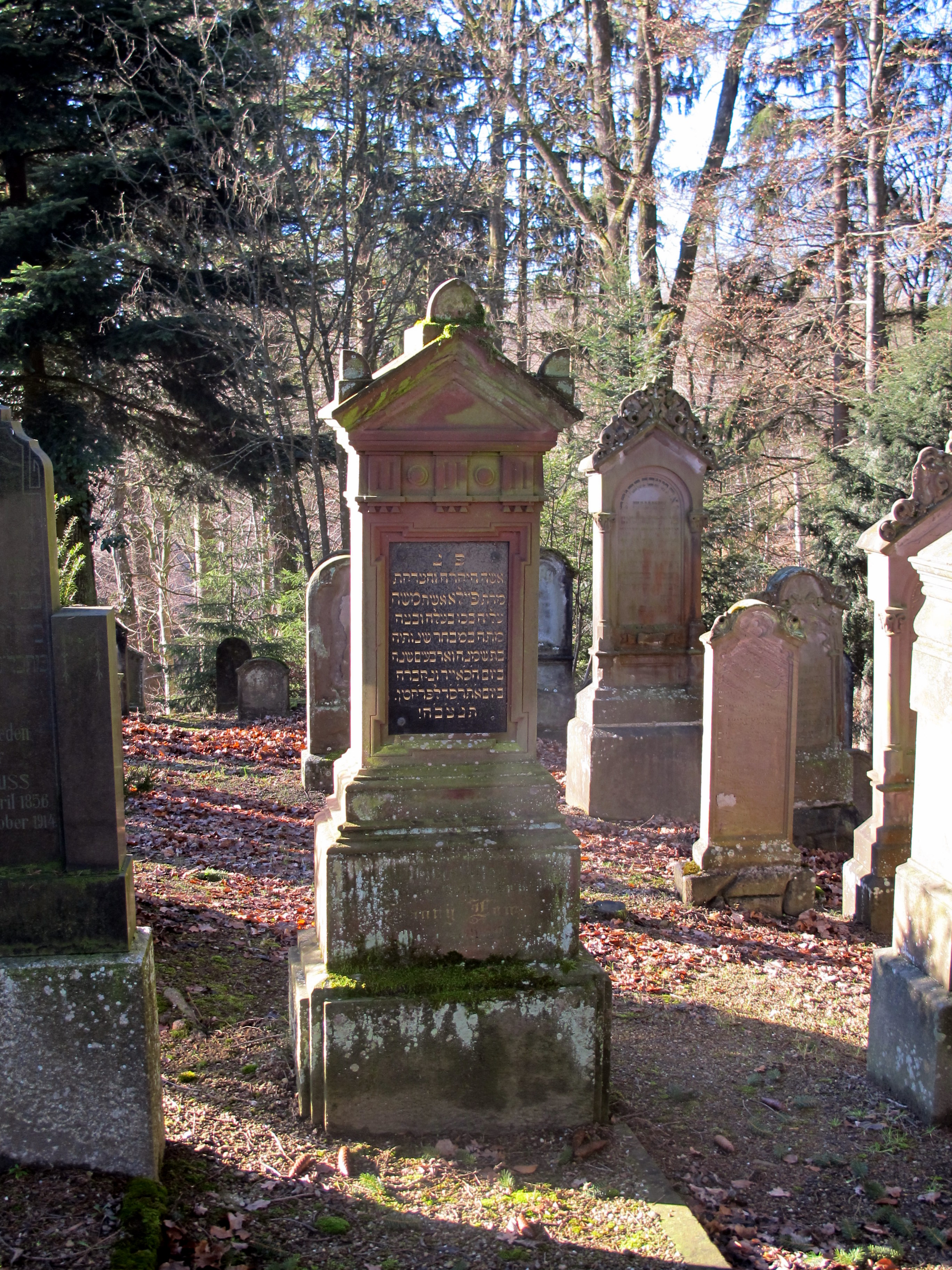
Jüdischer Friedhof Illereichen (2011)

Der Jüdische Friedhof Illereichen ist ein geschütztes Baudenkmal in Illereichen, einem Ortsteil des Marktes Altenstadt im Landkreis Neu-Ulm in Bayern.
Der 2879 m² große jüdische Friedhof liegt am südlichen Ortsrand von Illereichen an der Oberen Illereicher Straße auf nach Osten ansteigendem Gelände. Es sind 233 Grabsteine erhalten: Grabdenkmäler des 18. bis 20. Jahrhunderts, im westlichen Friedhofsteil die älteren Grabsteine aus dem 18. und frühen 19. Jahrhundert. Entlang der Mauer des Eingangs befinden sich auf dem Friedhof eine alte Hinweistafel zur Geschichte des Friedhofes, Gefallenengedenktafeln (1870/71 und Erster Weltkrieg) und eine 1992 angebrachte Gedenktafel mit den Namen der aus Altenstadt deportierten und ermordeten Juden.

## Geschichte
Der Friedhof wurde im Jahr 1719 angelegt, er wurde 1785 und 1867 erweitert. 1924 wurde der Friedhof erstmals geschändet. Die Umfassungsmauer stammt aus dem Jahr 1928. Die letzte Bestattung erfolgte 1942.